# Chandil
Chandil è una suddivisione dell'India, classificata come census town, di 4.341 abitanti, situata nel distretto del Singhbhum Occidentale, nello stato federato del Jharkhand. In base al numero di abitanti la città rientra nella classe VI (meno di 5.000 persone).

## Geografia fisica
La città è situata a 22° 58' 0 N e 86° 2' 60 E e ha un'altitudine di 245 m s.l.m..

## Società

### Evoluzione demografica
Al censimento del 2001 la popolazione di Chandil assommava a 4.341 persone, delle quali 2.262 maschi e 2.079 femmine. I bambini di età inferiore o uguale ai sei anni assommavano a 619, dei quali 333 maschi e 286 femmine. Infine, coloro che erano in grado di saper almeno leggere e scrivere erano 2.717, dei quali 1.614 maschi e 1.103 femmine.